# 馬瀬村立中切中学校
馬瀬村立中切中学校（まぜそんりつ なかぎりちゅうがっこう）は、かつて岐阜県益田郡馬瀬村（現・下呂市）にあった公立中学校。

## 概要
- 中切小学校に併設されていた。1983年総島中学校と統合し、馬瀬中学校の新設により廃校。
- 校舎は1992年に取り壊された。跡地は中切小学校の校地の一部となり、現在の馬瀬小学校の校地の一部となっている。

## 沿革
- 1947年（昭和22年）4月 - 馬瀬村立中切中学校として開校。校舎は中切小学校の校舎の一部を使用。
- 1948年（昭和23年）9月6日 - 中学校の独立校舎、雨天体操場が完成。
- 1962年（昭和37年）3月17日 - 屋内体育館が完成。
- 1983年（昭和58年）
  - 3月17日 - 閉校式を行う。
  - 3月31日 - 廃校。